# Abigail Dent
Abigail „Abby“ Dent (* 4. März 2002 in Kenora, Ontario) ist eine kanadische Ruderin, die 2024 im Achter olympisches Silber gewann. Bei den Panamerikanischen Spielen gewann sie 2023 einmal Gold und einmal Silber.

## Sportliche Karriere
Abigail Dent begann an der High School mit dem Rudersport. Sie studierte und ruderte an der University of Michigan.
Bei den Junioren-Weltmeisterschaften 2019 wurde Dent Sechste im Einer. 2023 wechselte sie in den Vierer ohne Steuerfrau und belegte den fünften Platz bei den U23-Weltmeisterschaften 2023. Bei den Panamerikanischen Spielen 2023 in Santiago erruderte sie gemeinsam mit Olivia McMurray die Silbermedaille im Zweier ohne Steuerfrau. Beide saßen auch im kanadischen Achter und gewannen die Goldmedaille. 2024 saßen mit Abigail Dent und Steuerfrau Kristen Kit nur zwei Frauen aus dem Gold-Achter von 2023 im kanadischen Achter für die Olympischen Spiele in Paris. Bei der olympischen Regatta erkämpften die Kanadierinnen die Silbermedaille mit viereinhalb Sekunden Rückstand auf die Rumäninnen und 0,67 Sekunden Vorsprung vor dem britischen Achter.